# Lišnica
Lišnica is een plaats in de gemeente Duga Resa in de Kroatische provincie Karlovac. De plaats telt 208 inwoners (2001).